# Fernão Martins da Fonseca Coutinho
Fernão Martins da Fonseca Coutinho foi um nobre medieval do Reino de Portugal e o 5.º senhor do couto de Leomil. Foi o primeiro da sua linhagem a adoptar o apelido Coutinho como sobrenome. 

## Relações familiares
Era filho de Estevão Martins de Leomil e de Urraca Rodrigues da Fonseca filha de Rui Mendes da Fonseca e de Teresa Anes de Leomil. Casou com Teresa Pires Varela filha de Pedro Fernandes Palha e de Urraca Fernandes Varela, de quem teve:
1. Vasco Fernandes Coutinho, senhor de Marialva e do couto de Leomil e casado com Beatriz Gonçalves de Moura, filha de Gonçalo Vasques de Moura, 4.º Alcaide de Moura, e de Inês Gonçalves de Sequeira.
2. Urraca Fernandes casada com Estevão Mafaldo;
3. Gonçalo Martins da Fonseca.